# Granges-sur-Baume
Granges-sur-Baume is een plaats en voormalige gemeente in het Franse departement Jura in de regio Bourgogne-Franche-Comté en telt 130 inwoners (1999). De plaats maakt deel uit van het  arrondissement Lons-le-Saunier.

## Geschiedenis
Op 22 maart 2015 werd het kanton Voiteur, waar de gemeente deel van uitmaakte, opgeheven en weren de gemeenten opgenomen in het kanton Poligny.
De gemeente ging op 1 januari 2016 samen met Crançot en Mirebel op in de commune nouvelle Hauteroche, waarvan Crançot de hoofdplaats werd.

## Geografie
De oppervlakte van Granges-sur-Baume bedraagt 7,9 km², de bevolkingsdichtheid is 16,5 inwoners per km².
De onderstaande kaart toont de ligging van Granges-sur-Baume met de belangrijkste infrastructuur en aangrenzende gemeenten.

## Demografie
Onderstaande figuur toont het verloop van het inwonertal.
Crançot · Granges-sur-Baume · Mirebel